# Dall Villaby
Dall Villaby is een plaats in de Deense regio Noord-Jutland, gemeente Aalborg, en telt 1100 inwoners (2019).
Dall Villaby ligt in het Himmerland en is een satellietstad van Aalborg. De plaats valt onder de parochie Dall. Aan de westkant van Dall Villaby liggen het natuurgebied Østeraadalen en de Aalborgse wijk Skalborg. Aan de oostzijde ligt de Nordjyske Motorvej (E45).
Dall Villaby is in de jaren 1962-1965 gebouwd als voorstad van Aalborg, langs de historische Dallvej die het dorpje Dall verbindt met Skalborg. Aanvankelijk was het de bedoeling dat de plaats brede voorzieningen zou krijgen, zoals woningen, winkels en bedrijvigheid, maar uiteindelijk heeft Dall Villaby hoofdzakelijk een woonfunctie gekregen.